# Rådhuset i 10. arrondissement
Rådhuset i 10. arrondissement er den bygning, der fungerer som lokalt rådhus i 10. arrondissement i Paris. Den ligger mellem gaderne Rue du Faubourg-Saint-Martin, Rue de Château d'Eau, Rue Pierre Bullet og Rue Hittorf og har hovedindgang fra Rue du Faubourg-Saint-Martin nr. 72. De nærmeste metrostationer er Château d'Eau på linje 4 og Jacques Bonsergent på linje 5.

## Historie
Efter fastslåningen af flere forstæder til Paris i 1860 blev arrondissementerne ændret og skabte det 10. arrondissement med sin nuværende afgrænsning. Rådhuset blev valgt til at ligge i den tidligere Caserne de la Garde municipale, der lå samme sted, som det nuværende rådhus blev opført mellem 1892 og 1896 efter tegninger af arkitekten Eugène Rouyer.

## Billedgalleri
- Rådhuset 1911
- Detalje fra facaden
- Atrium i rådhuset
- Mosaik
- Ovenlysvindue i indgangshallen
- Vestibule i byretshallen

48°52′18″N 2°21′28″Ø / 48.8717°N 2.3578°Ø